# Zé Boni
José Maria Boni, mais conhecido como Zé Boni (Loanda, 5 de setembro de 1977), é um político brasileiro. Foi eleito vereador em Santa Cruz de Monte Castelo, no Paraná, aos 18 anos de idade, em 1996, sendo considerado um dos vereadores mais jovens da história do país. Exerceu quatro mandatos consecutivos entre 1997 e 2012.
Posteriormente, foi candidato ao Senado Federal pelo Paraná, em 2018, e à Prefeitura de Curitiba, em 2020.Em 2024, anunciou-se como pré-candidato à Presidência da República nas eleições de 2026.

## Biografia
Zé Boni nasceu em Loanda, interior do estado do Paraná, em 1977. Formou-se em Administração e Contabilidade, e iniciou sua trajetória política muito jovem.

## Carreira política
Foi eleito vereador em Santa Cruz de Monte Castelo em 1996, assumindo o mandato em 1º de janeiro de 1997. Permaneceu na câmara municipal por quatro mandatos consecutivos, até 31 de dezembro de 2012.
Em 2018, candidatou-se ao cargo de Senador da República pelo Paraná, obtendo 264.518 votos.
Em 2020, concorreu à Prefeitura de Curitiba, recebendo 3.509 votos.

## Pré-candidatura à Presidência
Em 2024, Zé Boni declarou publicamente sua intenção de concorrer à Presidência da República nas eleições de 2026. Afirma ter visitado mais de duas mil cidades brasileiras desde sua candidatura ao Senado, com o objetivo de percorrer os 5.570 municípios do país. Segundo entrevista ao portal H2FOZ, ele se apresenta como um político de base popular, com foco em propostas para a descentralização do poder e fortalecimento das comunidades locais.